# 武神館
武神館是日本古武術的道場。主要修練忍術（戶隱流）、教武器、體術等廣泛的武術。

## 概要
武神館為知名忍術宗家初见良昭所創建。現在有50多個國家有其道場，並且有許多學生學習。武神館的武術是以實戰著稱，門徒中有世界各國的軍人及員警相關人士，初見宗家向來被稱為「蒙虎」，歷史上已知最後的真正之忍者高松壽嗣學習並成為門徒，經由15年的緊湊修行，於1958年（昭和33年）宗家繼承了9個忍者流派。並於1970年在日本千葉縣野田市建立了武神館道場。武神館的武術修行，除了使用許多武器練習，也包含一般古武術不會訓練的手槍使用技巧及對手槍的武術，以防身術而言相當受到外國文化的青睞與人氣。

## 流派
戶隱流忍法体術、玉虎流骨指術、九鬼神傳流八法秘劍術、虎倒流骨法術、神傳不動流打拳体術、高木揚心流柔体術、義鑑流骨法術、玉心流忍法、雲隱流忍法九個流派的教學。